# 金獅村 (嘉義縣)
23°30′54.4″N 120°36′21.2″E / 23.515111°N 120.605889°E
金獅村，是中華民國嘉義縣竹崎鄉轄下的行政區。位於嘉義縣東北方。面積約7.879764平方公里,行政區包含12個鄰、190戶、人口數487人。

## 地理
嘉義縣竹崎鄉金獅村主要地形由山地構成加上少數丘陵，海拔200~1200公尺，位於牛稠溪上游。
早期生產孟宗竹、桂竹、李子、竹造紙為主；現今生產檳榔、高山茶、甜柿等。以閩南人為主，主要從事務農業，信仰中心主要為信奉北極玄天上帝。

## 聚落歷史
金獅村大多由各姓祖先於清朝時期從中國廣東省移民而來。由不同姓氏(朱、陳、林、劉、汪等等為主)所構成不同區域，集合成現今的金獅村。

## 教育
金獅村所屬學區為竹崎鄉龍山國小；所屬學區國中為竹崎高中國中部。
西元1950年設立龍山國小分班，西元1955年正式成立學校，所處環境自然秀麗。竹崎高中國中部創立於西元1957年，原名為嘉義縣立竹崎初級中學，後改為嘉義縣立竹崎國民中學，西元2005年設立高中部。

## 文化遺產
金獅村廣福宮位於台灣嘉義縣竹崎鄉，創立於1948年，始於康熙間，由中國廣東省之先民渡台時所攜帶的玄天上帝香火。道光時期，信徒增多，故建造小屋供奉。日治時期屢次改建，直到1979年重建至今。

## 景點
擁有海拔800公尺的茶園景觀，或是遠眺文峰村的觀音瀑布。出水坑步道，早期由青石階砌成古汗道相疊，沿途孟宗竹和桂竹茂盛。

## 其他特色
居民現主要種植十月龍眼、檳榔、高山茶、甜柿、苦茶樹、石蓮花、蘭花，農產類豐富多元。第二級產業生產龍眼乾。